# Стёпин, Василий Иванович
Василий Иванович Стёпин (1913—1945) — советский военачальник, подполковник Рабоче-крестьянской Красной Армии, участник Великой Отечественной войны. Герой Советского Союза (27 июня 1945, посмертно). Погиб в бою.

## Биография
Василий Стёпин родился 14 января 1913 года в селе Злынь (ныне — Болховский район Орловской области). После окончания школы и топографического техникума работал топографом. В ноябре 1932 года Стёпин был призван на службу в Рабоче-крестьянскую Красную Армию. Окончил курсы младших лейтенантов. С начала Великой Отечественной войны — на её фронтах. В боях три раза был ранен. В 1943 году Стёпин окончил Военную академию имени М. В. Фрунзе.
К февралю 1945 года подполковник Василий Стёпин командовал 969-м стрелковым полком 273-й стрелковой дивизии 22-го стрелкового корпуса 6-й армии 1-го Украинского фронта. Отличился во время освобождения Польши. В феврале 1945 года полк Стёпина держал оборону на западном берегу Одера, а затем, перейдя в наступление, перерезал шоссе Бреслау — Берлин и отразил большое количество контратак пытавшегося прорваться противника. Полку Стёпина удалось штурмом взять город Штригау (ныне — Стшегом). 22 февраля 1945 года он вошёл в Бреслау (ныне — Вроцлав). В уличных боях 26 февраля 1945 года Стёпин погиб. Похоронен во Вроцлаве.
Указом Президиума Верховного Совета СССР от 27 июня 1945 года за «образцовое выполнение боевых заданий командования на фронте борьбы с немецкими захватчиками и проявленные при этом отвагу и геройство» подполковник Василий Стёпин посмертно был удостоен высокого звания Героя Советского Союза. Также был награждён орденом Ленина, тремя орденами Красного Знамени и медалью.